# Nicolas de Saint-Saturnin
Nicolas de Saint-Saturnin (Saint-Saturnin, 1330/1340 – Avignone, 23 gennaio 1382) è stato uno pseudocardinale francese, creato dall'antipapa Clemente VII.

## Biografia
Nacque a Saint-Saturnin tra il 1330 ed il 1340.
L'antipapa Clemente VII lo elevò al rango di (pseudo) cardinale nel concistoro del 18 dicembre 1378.
Morì il 23 gennaio 1382 ad Avignone.